# Sieroreversione
Il fenomeno della sieroreversione è l'opposto di quello della sieroconversione e consiste in una diminuzione della concentrazione nel plasma sanguigno di anticorpi, presenti in seguito ad una passata sieroconversione, fino a livelli non rilevabili dai test o fino all'annullamento.
La sieroreversione può essere la normale conseguenza della guarigione da un'infezione.
Nel caso dell'infezione da HIV, a causa della continua distruzione di linfociti T CD4 da parte del virus, con conseguente continuo deterioramento del sistema immunitario, il livello di anticorpi "anti-HIV" nel plasma sanguigno subisce un progressivo calo. Con i test HIV di vecchia generazione, nella fase terminale dell'infezione da HIV, ossia nella fase di AIDS conclamato, ciò poteva portare alla sieroreversione, cioè alla negativizzazione del test (dunque in questa fase un paziente poteva ritornare sieronegativo). Con i test HIV di nuova generazione, molto più sensibili, questo fenomeno non si verifica più.( anche se non è dato modo di conoscere gli elementi che differenziano un test di vecchia da uno di nuova generazione).